# أبكوه
أبكوه (بالفارسية: آبکوه) هي قرية تقع في قسم فريمان الريفي (مقاطعة فريمان) في إيران. يقدر عدد سكانها بـ 215 نسمة بحسب إحصاء 2016.